# 稅法

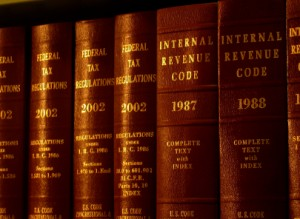
美國國內稅收法典是美國聯邦稅法的主要法定基礎。

稅法或稅收法（英語：tax law、revenue law）是有關稅收法律方面的研究領域；在該領域中，例如美國政府組織之聯邦、州及市政府等公共或政府認可的機構，或其它各國政府相關的稅捐稽徵部門機關；它們在法律範圍內會使用一套規則與法律程序來評估以及徵收稅款 。稅徵當局所徵收的各種稅款之稅率及其價值利益，是通過這些稅徵權力機構固有的政治程序來獲得的，而不是直接歸因於稅法本身的實際領域之作爲。
稅法是公法的一部分。稅法它涵蓋了稅收產生、或徵收等領域，其對個人、實體組織，及公司行號等稽徵標的施以現行稅法之適用；稅徵來源有所得稅、遺產稅、營業稅、就業/工資稅、財產稅、贈與稅，以及進出口稅等類別。有些爭論說、由於稅法的複雜性，消費者保護法比起稅法來是一種更好進行大規模所得再分配的方法，因為消保法更直接、且效率更高。:213

## 參閱
- 公司稅
- 公司法
- 美國稅務法院
- 2017年减税与就业法案(美國)
- 世界各地税率
- 各国税收占国内生产总值百分比列表
- 流通及匯聚離岸金融中心（英语：Conduit and Sink OFCs）
- 權利範圍理論（德语：Rechtskreistheorie）
- 美國法釋義全書（英语：American Jurisprudence）(美國法釋義全書第二版/Am. Jur. 2d)
- 美國法律百科續編（英语：Corpus Juris Secundum）(CJS)
- 威斯特出版公司（英语：West (publisher)）(West Publishing Company)
- 回復原狀（英语：Restitution）(歸還/恢復原狀)
- 曼谷規則（英语：Bangkok Rules）
- 受刑人處遇最低基準規則（英语：Standard Minimum Rules for the Treatment of Prisoners）(囚犯處遇最低基準規則)
- 斯夸米西人（英语：Suquamish）
- 亞齊伊斯蘭刑事法（英语：Islamic criminal law in Aceh）

## 外部連結
- Tax Law - FindLaw （页面存档备份，存于）
- Tax law - Britannica （页面存档备份，存于）